# La Merced de Buenos Aires
La Merced de Buenos Aires, oder kurz: Buenos Aires, ist eine Parroquia rural („ländliches Kirchspiel“) im Kanton San Miguel de Urcuquí der ecuadorianischen Provinz Imbabura. Die Parroquia besitzt eine Fläche von 443,26 km². Die Einwohnerzahl lag im Jahr 2010 bei 1893. Die Bevölkerung besteht zu 84 Prozent aus Mestizen sowie 14 Prozent Indigene.

## Lage
Die Parroquia La Merced de Buenos Aires liegt in den westlichen Anden im Norden von Ecuador. Das Verwaltungsgebiet umfasst das obere und mittlere Einzugsgebiet des Río Lita. Der etwa 2270 m hoch gelegene Hauptort befindet sich 26 km nordnordwestlich vom Kantonshauptort Urcuquí sowie 37 km nordwestlich der Provinzhauptstadt Ibarra.
Die Parroquia La Merced de Buenos Aires grenzt im Nordosten an die Parroquia Lita, im Osten an die Parroquia La Carolina, im Südosten an die Parroquia Cahuasquí, im Südwesten an die Parroquia Imantag (Kanton Cotacachi) sowie im Westen und im Nordwesten an die Provinz Esmeraldas mit der Parroquia Alto Tambo (Kanton San Lorenzo).

## Orte und Siedlungen
In der Parroquia gibt es folgende Comunidades: San Pedro, San Luis, El Porvenir, El Triunfo, La Primavera, El Corazón San José, El Cristal, Palmira Awa sowie die Sektoren Palmira, Tocteni, San Vicente, La Libertad, El Lomón und San Antonio. Ferner gibt es mehrere Barrios, in die der Hauptort (cabecera parroquial) gegliedert ist.

## Geschichte
Die Parroquia La Merced de Buenos Aires wurde am 24. Juni 1941 (fecha de creación) im Kanton Ibarra gegründet. Am 10. August 1959 wurde eine kirchliche Pfarrei der katholischen Kirche eingerichtet. Am 9. Februar 1984 wurde die Parroquia dem neu geschaffenen Kanton San Miguel de Urcuquí zugeschlagen.